# وارثه (نمایش‌نامه ۱۷۸۶)
وارثه (انگلیسی: The Heiress) یک نمایش‌نامه کمدی انگلیسی اثرِ سرباز پادشاهی بریتانیای کبیر «جان برگوین» است.
این نمایش‌نامه نخستین بار در ۱۴ ژانویهٔ ۱۷۸۶ در تئاتر رویال، دروری لین به روی صحنه رفت و به موفقیت چشمگیری دست یافت به نحوی که در همان بار نخست، ۳۱ مرتبه اجرا شد و در سال بعد نیز، اجرایش تکرار شد.
این نمایش‌نامه در آغاز بی‌نام و نشان بود، ولی کمی بعد، نام نویسنده‌اش معلوم شد و جان برگوین اذعان داشت که نویسندهٔ آن بوده‌است.